# 10 Items or Less (filme)
10 Items or Less (Brasil: Um Astro em Minha Vida; Portugal: Máximo 10 Unidades) é um filme americano de 2006, uma comédia dramática escrita e dirigida por Brad Silberling, com os atores Morgan Freeman e Paz Vega. Foi filmado em 15 dias.
10 Items or Less foi o primeiro filme na história a ser lançado legalmente para download na Internet enquanto ainda estava sendo exibido nos cinemas. A empresa ClickStar, fundada por Morgan Freeman, disponibilizou o filme digitalmente em 15 de dezembro de 2006, 14 dias após sua estreia. O evento foi mencionado pelo American Film Institute nos "Momentos de Destaque" do AFI Awards 2006

## Sinopse
O filme segue a história de dois estranhos, um ator que se prepara para interpretar um papel e uma caixa de supermercado. Pelo acaso, os dois acabam dirigindo pela cidade de Los Angeles juntos enquanto têm uma série de conversas sobre a vida, explorando as diferenças e semelhanças entre seus mundos.

## Elenco
- Morgan Freeman - ele próprio
- Paz Vega - Scarlet
- Kumar Pallana - Lee
- Jonah Hill - Packy
- Anne Dudek - Lorraine
- Bobby Cannavale - Bobby
- Alexandra Berardi - Senhora do esfregão[3]
- Jim Parsons - Receptionista da empresa de construção
- Danny DeVito - ele próprio
- Rhea Perlman - ele próprio

## Recepção

### Bilheteria
O filme foi lançado apenas em 15 cinemas, e obteve 35.929 dólares no primeiro fim de semana de exibição. A renda total doméstica foi de US$ 83.291.O filme obteve mais sucesso internacionalmente, arrecadando US$ 1.315.931 nas bilheterias ao redor do mundo, com US$ 486.895 apenas na Espanha, terra natal de Vega.

### Crítica
A reação dos críticos à obra foi variada, com os dois atores principais recebendo elogios por seu trabalho. O filme teve uma taxa de aprovação de 61% no site Rotten Tomatoes, com base em 49 críticas diferentes.

### Homenagens e prêmios
O filme foi classificado como um dos "Melhores Filmes Independentes de 2006" pela National Board of Review.

## Trilha sonora
Embora o filme não tenha tido uma trilha sonora lançada oficialmente, as músicas a seguir constam do filme:
1. "Rose" – Martin Blasick
2. "Latin Thugs" – Cypress Hill
3. "Las Isabeles" – Mariachi Sol de Mexico
4. "Cancion Villista" – Ixya Herrera & Xocoyotzin Herrera
5. "Colorin Colorao" – Jesus Alejandro "El Niño"
6. "Las Perlitas" – Mariachi Aguila Real
7. "Con Tu Amor Y Pasion" – Sergio Cardenas
8. "I've Got The World On A String" – Martin Blasick
9. "La Receta" – Kemo
10. "It's Me Jody" – Herbert Stothart
11. "En Este Varrio" – Delinquent Habits com Ozomatli
12. "Al Pasar la Barca" – Paz Vega e Morgan Freeman
13. "Duncan" – Paul Simon
14. "Let The Horn Blow" – Delinquent Habits